# Амбепусса
Амбепусса — город в округе Кегалла в провинции Сабарагамува на Шри-Ланке. Ещё один город Амбепусса в округе Гампаха в Западной провинции.

## История
Первая железная дорога на Шри-Ланке соединила Коломбо и Амбрепусса (округ Гампаха).

## География
Амбепусса находится в 45 км северо-восточнее Коломбо в западной части острова. Амбепусса находится на стыке маршрутов А1 и А6.